# Marker (sportutrustningstillverkare)
Marker är en tillverkare av bindningar till alpina skidor sedan 1952. Företagets rötter finns i Bayern i Tyskland, men företaget ägs numera av den amerikanske skidtillverkaren K2 och ingår i samma koncern som Völkl.